# Piscine da pazzi
Piscine da pazzi (Insane Pools Off the Deep End) è un docu-reality statunitense, andato in onda dal 2015 al 2018 su Animal Planet e trasmesso in Italia da Discovery Channel e HGTV.

## Format
La trasmissione segue l'attività di Lucas Congdon, nella costruzione di piscine. In ogni episodio Lucas e il suo team progettano e costruiscono piscine all'aperto con maestose fontane e grotte artificiali a clienti statunitensi.

## Episodi
| Stagione         | Episodi | Prima TV USA | Prima TV Italia |
| ---------------- | ------- | ------------ | --------------- |
| Prima stagione   | 6       | 2015         | 2015            |
| Seconda stagione | 10      | 2016         | 2016            |
| Terza stagione   | 11      | 2017 - 2018  | 2018            |